# Mirosloveni
Mirosloveni – wieś w Rumunii, w okręgu Gorj, w gminie Albeni. W 2011 roku liczyła 276 mieszkańców.